# Скала (Месина)
Скала је насеље у Италији у округу Месина, региону Сицилија.
Према процени из 2011. у насељу је живело 260 становника. Насеље се налази на надморској висини од 227 м.